# Chthonius scythicus
Chthonius scythicus är en spindeldjursart som beskrevs av C.Constantin Georgescu och Josif Capuse 1994. Chthonius scythicus ingår i släktet Chthonius och familjen käkklokrypare. Inga underarter finns listade i Catalogue of Life.